# Gloria (ciclismo)
La Gloria fu una squadra italiana di ciclismo su strada maschile, attiva nel professionismo dal 1929 al 1942.
Di proprietà dell'azienda milanese di biciclette AMF Gloria, fondata nel 1922 da Alfredo Focesi, la squadra si distinse con numerosi risultati durante tutti gli anni 1930. Al Giro d'Italia Gloria si aggiudicò la classifica generale nel 1931 con Francesco Camusso (anche secondo nel 1934), la classifica a squadre della corsa nelle edizioni 1934, 1938 e 1940, e nove vittorie di tappa tra il 1929 e il 1940. Altri importanti successi arrivarono con Domenico Piemontesi al Giro di Lombardia 1933, Enrico Mollo al Giro di Lombardia 1935 e Angelo Varetto alla Milano-Sanremo 1936; Ezio Cecchi fu inoltre secondo al Giro d'Italia 1938 in maglia Gloria.
I ciclisti della squadra furono soprannominati "Garibaldini" nelle cronache dell'epoca per l'approccio in corsa votato all'attacco.

## Cronistoria

### Annuario
| Anno | Codice | Nome              | Cat. | Biciclette | Dirigenza |
| ---- | ------ | ----------------- | ---- | ---------- | --------- |
| 1929 | -      | Gloria-Hutchinson | Pro  | Gloria     |           |
| 1930 | -      | Gloria-Hutchinson | Pro  | Gloria     |           |
| 1931 | -      | Gloria-Hutchinson | Pro  | Gloria     |           |
| 1932 | -      | Gloria-Hutchinson | Pro  | Gloria     |           |
| 1933 | -      | Gloria            | Pro  | Gloria     |           |
| 1934 | -      | Gloria            | Pro  | Gloria     |           |
| 1935 | -      | Gloria            | Pro  | Gloria     |           |
| 1936 | -      | Gloria            | Pro  | Gloria     |           |
| 1937 | -      | Gloria            | Pro  | Gloria     |           |
| 1938 | -      | Gloria-Ambrosiana | Pro  | Gloria     |           |
| 1939 | -      | Gloria            | Pro  | Gloria     |           |
| 1940 | -      | Gloria            | Pro  | Gloria     |           |
| 1941 | -      | Gloria            | Pro  | Gloria     |           |
| 1942 | -      | Gloria            | Pro  | Gloria     |           |

## Palmarès

### Grandi Giri
- Giro d'Italia

Partecipazioni: 11 (1929, 1930, 1931, 1932, 1933, 1934, 1935, 1936, 1938, 1939, 1940) 
Vittorie di tappa: 9
1929: 2 (2 Mario Bianchi)
1931: 1 (Francesco Camusso)
1932: 1 (Fabio Battesini)
1934: 1 (Francesco Camusso)
1940: 4 (3 Glauco Servadei, Walter Generati)
Vittorie finali: 1
1931 (Francesco Camusso)
Altre classifiche: 3
1934: Squadre
1938: Squadre
1940: Squadre
- Tour de France

Partecipazioni: 0
- Vuelta a España

Partecipazioni: 0

### Classiche monumento
- Milano-Sanremo: 1

1936 (Angelo Varetto)
- Giro di Lombardia: 2

1933 (Domenico Piemontesi)
1935 (Enrico Mollo)